# فرانکفورت، نیوجرسی
فرانکفورت (به انگلیسی: Frankford Township) شهری در ایالت نیوجرسی کشور ایالات متحده آمریکا است که جمعیت آن در سرشماری سال ۲۰۱۰ میلادی، ۵٬۵۶۵ نفر بوده‌است.